# Брянская ГРЭС
Бря́нская ГРЭС — предприятие энергетики, расположенное в посёлке Белые Берега Брянской области.
С 1 сентября 2012 года входила в состав ООО «Брянская ТСК»  (дочернее предприятие Генерирующей компании «Квадра»). С сентября 2013 года входит в состав ГУП «Брянсккоммунэнерго». С 2015 года не функционирует.

## История
Брянская ГРЭС была построена в 15 километрах к востоку от Брянска, рядом с железнодорожной станцией Белые Берега, на берегу реки Снежеть.
22 декабря 1920 года на VIII Всесоюзном Съезде Советов был утвержден план ГОЭЛРО, по которому в течение 10-15 лет намечалось построить 30 районных электростанций, в числе которых значилась и Брянская ГРЭС.
21 апреля 1927 года Совет труда и Обороны принял постановление «О сооружении Брянской районной электростанции». В нём сказано: «Приступить в текущем году к постройке районной станции на торфяном массиве Пальцо мощностью в 22 тыс. кВт. Признать означенную районную станцию Государственной Районной Станцией союзного значения» . Строительство станции осуществлял трест «Энергострой» по проекту архитекторов Г. В. Чибисова и инженера Б. П. Михайлова.
9 октября 1931 года первая турбина мощностью 11 тыс. кВт была поставлена на обороты, началось опробование оборудования электростанции. Основным видом топлива был торф из ближайших месторождений (Пальцо, Тёплое), доставлявшийся при помощи Белобережской узкоколейной железной дороги.
В первые дни Великой Отечественной войны многие энергетики были призваны на фронт, а в июле-августе 1941 года основное оборудование Брянской ГРЭС было демонтировано и отправлено в тыл, в город Глазов Удмуртской АССР. Но Брянская ГРЭС до начала оккупации области (7 октября 1941 года) не прекращала подачу электроэнергии.
Сразу после освобождения Брянской области от фашистских захватчиков, в 1943 году началось восстановление станции. Начальником восстановления Брянской ГРЭС был Иван Иванович Наймушин, который впоследствии стал начальником строительства Братской ГЭС.
В 1961—1964 годах была проведена реконструкция всех 12 котлов на сжигание природного газа. В 1966 году была введена в эксплуатацию замкнутая система гидрозолоудаления.
Максимальная установленная мощность станции составляла 90 МВт.
Отопительный сезон 2014—2015 годов стал последним для станции. В настоящее время Брянская ГРЭС не функционирует: станция выводится из эксплуатации, оборудование демонтируется.